# NHKプラス
NHKプラス（エヌエイチケイプラス、NHK+、NHK Plus）は、日本放送協会（NHK）の総合・Eテレの常時同時配信・見逃し番組配信サービスの公称・愛称である。

## 概要
NHKが総務省の認可を得た上で、NHKテレビの地上波（総合・Eテレ）の放送とインターネットの同時配信を行うサービスである。
番組の同時配信時間は、24時間で、NHK放送センター（南関東）の放送を再配信する。また、見逃し番組配信はいつでも、放送後7日間いつでも何回でも利用できる。
NHKプラスは、難視聴地域などの放送を補完するサービスとして実施するため、受信契約者と、契約者と生計を同一にする人は、利用申し込みと認証の手続きを行えば、追加の負担なく、最大5画面（ストリーム）まで利用できる。当分の間、事業所契約では常時同時配信・見逃し番組配信は利用できない。
対象地域は日本国内のみ。日本とIPアドレスで判定できない場合も、利用不可となる。
2020年（令和2年）3月1日に試験配信が開始され、実施は午前7時〜翌日午前0時の1日17時間であった。2020年（令和2年）4月1日に本配信が開始。開始時刻が1時間早まり、配信時間は午前6時から1日18時間程度となる。

### 開始まで
2010年（平成22年）11月に当時のNHK会長である福地茂雄がテレビ番組のインターネット同時配信に乗り出す方針を表明し、総務省に対して放送法の改正を求めていくことを明らかにした。しかし、配信サーバーなどの整備に大幅な投資が必要な上、著作権や肖像権の処理をどうするのか、NHKの受信料制度をテレビ受像機を保有していない世帯にも適用するのかといった問題が当時の日本民間放送連盟（民放連）会長でテレビ朝日顧問の広瀬道貞やテレビ東京社長の島田昌幸を始めとする民放各局や識者などから挙がり、難航していた。
その後、2014年（平成26年）の改正放送法施行以降、災害発生や国政選挙の重大ニュースやオリンピック・パラリンピック、FIFAワールドカップといった世界的なスポーツ中継に限り、NHKの公式サイトやスマートフォン向けアプリでの「放送同時提供」を開始した。
また、2015年（平成27年）11月から総務省において、「放送を巡る諸課題に関する検討会」が開催され、主にNHKテレビ放送の同時配信を中心に議論が進められた。しかし、前述の問題などもあり、本格的な同時配信サービスの開始は4年近くの時間を要することになった。
2019年（令和元年）6月5日の第198回国会・参議院本会議にて可決・成立した改正放送法を受け、当初は同年12月31日に行われる第70回NHK紅白歌合戦にて試験配信を行い、同年度内に本格サービスを行う予定であった。しかし、総務省がNHKの肥大化を懸念し、インターネット同時配信サービス実施計画などの見直しを同年11月に要請し、同時に認可についても2020年1月14日まで先延ばしとなったことから、サービス実施が一旦延期となり、後述の日時での開始となった。

## サービス概要

### 開始時期
2020年（令和2年）4月1日から。施行的に同年3月1日から先行して、試験配信を実施した。

### 配信時間
24時間の同時配信。2021年度は5時から翌日0時ごろまでの1日19時間程度の同時配信。なお、放送の同時配信ではテレビと比べ、30秒ほどの遅れが生じる。また、2020年10月頃から2022年3月まで週末や年末年始を中心に総合の同時配信終了時刻を1 - 2時台に繰り下げることがあった。2021年3月31日までは6時から翌日0時ごろまで1日18時間程度の同時配信であった。

### 配信する放送波
NHKテレビ地上2波（総合・Eテレ）。サービス開始時には南関東地方を対象とした放送を全国向けに同時配信する。そのため、ローカル放送の緊急報道特番や選挙の開票速報特番、スポーツ中継などにより、道府県またはブロック地域単位での番組差し替えが生じた場合は本来該当時間に放送している全国向け番組について、本サービスでの代替視聴を推奨する告知を行う場合がある。
総合・Eテレのマルチチャンネルも配信される。

#### 同時・見逃し配信対象放送局
| 地域選択 | NHK G （総合テレビ）     | NHK E （Eテレ）       | 備考                                                   |
| -------- | ------------------------ | --------------------- | ------------------------------------------------------ |
| 東京     | JOAK-DTV 南関東広域放送※ | JOAB-DTV （全国放送） | 2020年3月1日から試験配信、2020年4月1日から本配信開始。 |

※南関東広域放送 = 東京都・神奈川県・埼玉県・千葉県向け。

#### 見逃し配信対象放送局
いずれの放送局も総合テレビのみ配信。
| 地域選択 | NHK G （総合テレビ）    | 備考                        |
| -------- | ----------------------- | --------------------------- |
| 札幌     | JOIK-DTV 北海道域放送※1 | 2021年3月3日から配信開始。  |
| 函館     | JOVK-DTV                | 2023年6月5日から配信開始。  |
| 旭川     | JOCG-DTV                | 2023年6月5日から配信開始。  |
| 帯広     | JOOG-DTV                | 2023年6月5日から配信開始。  |
| 仙台     | JOHK-DTV 宮城県域放送   | 2021年3月3日から配信開始。  |
| 秋田     | JOUK-DTV 秋田県域放送   | 2023年6月5日から配信開始。  |
| 山形     | JOJG-DTV 山形県域放送   | 2023年6月5日から配信開始。  |
| 盛岡     | JOQG-DTV 岩手県域放送   | 2023年6月5日から配信開始。  |
| 福島     | JOFP-DTV 福島県域放送   | 2023年6月5日から配信開始。  |
| 青森     | JOTG-DTV 青森県域放送   | 2023年6月5日から配信開始。  |
| 長野     | JONK-DTV 長野県域放送   | 2022年10月3日から配信開始。 |
| 新潟     | JOQK-DTV 新潟県域放送   | 2022年10月3日から配信開始。 |
| 甲府     | JOKG-DTV 山梨県域放送   | 2022年10月3日から配信開始。 |
| 前橋     | JOTP-DTV 群馬県域放送   | 2022年10月3日から配信開始。 |
| 水戸     | JOEP-DTV 茨城県域放送   | 2022年10月3日から配信開始。 |
| 宇都宮   | JOBP-DTV 栃木県域放送   | 2022年10月3日から配信開始。 |
| 名古屋   | JOCK-DTV 愛知県域放送   | 2021年3月3日から配信開始。  |
| 金沢     | JOJK-DTV 石川県域放送   | 2023年5月29日から配信開始。 |
| 静岡     | JOPK-DTV 静岡県域放送   | 2023年5月29日から配信開始。 |
| 福井     | JOFG-DTV 福井県域放送   | 2023年5月29日から配信開始。 |
| 富山     | JOIG-DTV 富山県域放送   | 2023年5月29日から配信開始。 |
| 津       | JONP-DTV 三重県域放送   | 2023年5月29日から配信開始。 |
| 岐阜     | JOOP-DTV 岐阜県域放送   | 2023年5月29日から配信開始。 |
| 大阪     | JOBK-DTV 大阪府域放送   | 2021年3月3日から配信開始。  |
| 京都     | JOOK-DTV 京都府域放送   | 2022年10月3日から配信開始。 |
| 神戸     | JOPP-DTV 兵庫県域放送   | 2022年10月3日から配信開始。 |
| 和歌山   | JORP-DTV 和歌山県域放送 | 2022年10月3日から配信開始。 |
| 奈良     | JOUP-DTV 奈良県域放送   | 2022年10月3日から配信開始。 |
| 大津     | JOQP-DTV 滋賀県域放送   | 2022年10月3日から配信開始。 |
| 広島     | JOFK-DTV 広島県域放送   | 2021年3月3日から配信開始。  |
| 岡山     | JOKK-DTV 岡山県域放送   | 2023年5月22日から配信開始。 |
| 松江     | JOTK-DTV 島根県域放送   | 2023年5月22日から配信開始。 |
| 鳥取     | JOLG-DTV 鳥取県域放送   | 2023年5月22日から配信開始。 |
| 山口     | JOUG-DTV 山口県域放送   | 2023年5月22日から配信開始。 |
| 松山     | JOZK-DTV 愛媛県域放送   | 2021年3月3日から配信開始。  |
| 高知     | JORK-DTV 高知県域放送   | 2023年5月22日から配信開始。 |
| 徳島     | JOXK-DTV 徳島県域放送   | 2023年5月22日から配信開始。 |
| 高松     | JOHP-DTV 香川県域放送   | 2023年5月22日から配信開始。 |
| 福岡     | JOLK-DTV 福岡県域放送※2 | 2021年3月3日から配信開始。  |
| 北九州   | JOSK-DTV                | 2023年5月15日から配信開始。 |
| 熊本     | JOGK-DTV 熊本県域放送   | 2023年5月15日から配信開始。 |
| 長崎     | JOAG-DTV 長崎県域放送   | 2023年5月15日から配信開始。 |
| 鹿児島   | JOHG-DTV 鹿児島県域放送 | 2023年5月15日から配信開始。 |
| 宮崎     | JOMG-DTV 宮崎県域放送   | 2023年5月15日から配信開始。 |
| 大分     | JOIP-DTV 大分県域放送   | 2023年5月15日から配信開始。 |
| 佐賀     | JOSP-DTV 佐賀県域放送   | 2023年5月15日から配信開始。 |
| 沖縄     | JOAP-DTV 沖縄県域放送   | 2023年5月15日から配信開始。 |

※1：北海道域放送は北海道向けだが、一部の時間帯で道内各局（函館・旭川・帯広・釧路・北見・室蘭）が独自の差し替え番組を放送することがあり、こちらは配信対象外。

※2：福岡県域放送は福岡県向けだが、一部の時間帯で北九州放送局が差し替えて独自の定時ニュースを放送する時間帯があり、こちらも配信対象外。

### 見逃し配信
見逃し番組配信では、放送終了時刻から起算して7日間の番組を視聴することが出来る（radikoのタイムフリーとは異なり1日単位ではなく時間単位である。このため放送終了時刻から168時間を経過した時点で終了する）。同時配信番組における見逃し配信については南関東地方にて放送された地上2波の番組が対象となるため、全国放送の番組であっても、首都圏で別番組に差し替えられ放送されなかった場合は見逃し配信も行われない。見逃し視聴中に災害発生に伴う緊急ニュースが入った場合は自動的に総合の同時配信画面に切り替わる。
見逃し番組は放送終了後に時刻表示並びにニュース速報や気象情報といった速報スーパー・L字型画面などの削除・ウォーターマークの差しかえ（NHKオンデマンドと同一のロゴ）を行った上で配信される（ご当地プラスは除く）。また、権利・人権上の問題や番組内容（字幕・音声）の誤りなどの理由からやむを得ず、該当番組の配信を一時的に停止または配信期間を早めに終了したり、誤りを修正した上で配信する場合がある。なお、番組が放送された際に緊急ニュースなどで途中打ち切りになった場合にはその番組の見逃し配信は打ち切りになった部分以外は行われる。その際は番組タイトル表示部や配信番組の冒頭において、「午前（午後）○○時○○分過ぎに○○関連ニュースのため中断」などといった、お断りテロップが表示される。
一部のニュース番組の見逃し配信では、見たいニュース項目を選んで視聴することが出来るチャプター機能も搭載されている。同時配信した番組で速報があった場合はそれもそのまま配信される。なお、本サービスにて見逃し配信が行われる番組については、エンディングで「[NHK+（プラス）]で配信します」のテロップが表示される（ニュースなど一部の番組を除く）。

### 他の放送波配信
サービス開始時点では南関東地方の地上2波を対象とした放送を全国に配信する。そのため、関東地方もしくは関東甲信越地方向けの地域放送番組やスポーツ中継（全国高等学校野球選手権地方大会）、関東地方向けの速報テロップ（地震情報・津波情報・気象警報・交通情報）なども同時配信されている。
他地域のNHK放送局並びにBS・BSプレミアム4K・BS8Kといった衛星放送のサイマル配信は「NHKインターネット活用業務実施基準」などを改正する必要があることから未定であるが、一部の地域情報番組や衛星放送にて放送した番組は再放送枠にて全国放送または関東地方にて放送された番組に限り、衛星放送や地域別の番組（首都圏以外の番組）の一部も同時・見逃し配信番組の対象になるため、本サービスにて配信されている。また、地域放送番組については、2021年3月から「ご当地プラス」においての配信が始まっている。
ラジオ（ラジオ第1・ラジオ第2・FM）についてはNHKネットラジオ らじる★らじる並びにradiko、国際放送（NHKワールド JAPAN）については公式サイト並びに専用アプリケーションによる同時配信が行われている。なお、2024年5月17日にラジオ及び国際放送のネット配信の必須業務化を盛り込んだ改正放送法が第213回国会において可決・成立し、同月24日に公布された。

#### ご当地プラス
2020年9月に行われた視聴者との意見交換イベントにおいて、2021年度からは各地の地域放送局にて放送しているローカル番組についても見逃し配信にて視聴できるように調整が進められていることをNHK副会長・放送総局長の正籬聡が明らかにした。その後、同月にNHKが発表した「NHKインターネット活用業務実施基準」の改定案や2021年2月10日に発表された「国内放送番組 編成計画」などにおいて、2020年度内から段階的に地域番組の見逃し番組配信を行い、2021年度以降に配信を強化する意向を明らかにし、同年3月3日に「ご当地プラス」と称して、各地域にて放送された番組の見逃し配信を開始した。
サービス開始時点では主に金曜19時30分から放送される各拠点放送局制作の地域情報番組を中心に配信していたが、それ以外の地域番組やローカルニュース番組についても今後段階的に見逃し配信をおこなっていくことで検討していることを明らかにしていた。
その後、拠点局以外の地方局が放送した地域番組についても徐々に配信されるようになったほか、ローカルニュース番組の見逃し配信も開始された。まず、2021年5月24日に近畿地方向け（一部時間帯は大阪府内でのみ放送）の夕方のローカルニュース番組『ほっと関西』（大阪放送局制作、2022年3月25日までは『ニュースほっと関西』のタイトルで放送）の見逃し配信が開始されたのを皮切りに、同年10月18日から東海地方向け（一部時間帯は愛知県内でのみ放送）の夕方のローカルニュース番組『まるっと!』（名古屋放送局制作）、同年11月1日から福岡県向け（一部時間帯は福岡県の福岡都市圏と筑後地方でのみ放送）の夕方のローカルニュース番組『ロクいち!福岡』（福岡放送局制作）の見逃し配信もそれぞれ開始された。また、2022年4月4日から北海道地方向けの『ほっとニュース北海道』（札幌放送局制作）、宮城県向けの『てれまさ』（仙台放送局制作・2023年3月24日までは『てれまさむね』のタイトルで放送）、広島県向けの『お好みワイドひろしま』（広島放送局制作）、愛媛県向けの『ひめポン!』（松山放送局制作）の4番組も当サービスでの見逃し配信を開始した。なお、関東地方を含む拠点局以外の夕方のローカルニュース番組も配信設備の整備を順次進めていくとしており、同年10月3日からは関東甲信越と関西地域の地域放送局で制作された全11番組の配信を開始。それ以外の地域放送局で制作された夕方ローカルニュース番組についても、2023年5月15日から九州・沖縄エリアの8番組、同年5月22日から中国・四国エリアの7番組、同年5月29日から東海・北陸エリアの6番組、同年6月5日から東北・北海道エリアの8番組と順次配信を開始した。
その他、平日昼前や土曜朝の地域情報番組についても、2023年4月から関東甲信越地方以外の一部地域で放送されている番組の見逃し配信が開始された。ただ、現在も各地方局の平日朝7時台のローカルニュース枠・ニュース845・ニュース645に関しては首都圏エリアの番組を除き配信されていないほか、国政選挙や統一地方選挙の開票速報番組のローカル枠も関東地方のもの以外は配信されない。
なお、地域番組の見逃し配信については放送センターや大阪放送局に配備されている設備から行うが、放送直後に配信を開始できない場合もあるため、ご当地プラス対象番組の見逃し配信については配信期間を14日以内に延長する（ローカルニュース番組については全国放送番組や関東ローカル・関東甲信越ブロックネット番組と同様7日間となっている）。

#### BS放送の同時・見逃し配信構想
2024年4月を目処にBS放送波のインターネット同時配信や見逃し配信についても、当時のNHK会長である前田晃伸の下で2022年7月頃から秘密裏に進められていた。
これは2023年12月にBS放送波の再編が行われ、1波削減することから、衛星契約受信料の支払率低下を回避する目的に加え、Netflixなどといった定額制動画配信サービスに対抗する意図があり、BS各チャンネル（BS・BSプレミアム4K・BS8K）で放送されている全ての番組の同時・見逃し配信が計画されていた。また、衛星放送契約者を対象として、4K放送の受信設備が無くても4K番組が配信経由で視聴出来ることを予定していた。なお、放送法などの改正が2025年度以降にずれ込んだ場合の代替案として、現行制度でも可能である「周知広報配信」の名目でBS4Kで放送されている番組の一部を2023年10月から毎週数本配信する案も浮上していた。
しかし、2023年1月にNHK会長が稲葉延雄に交代したことに加え、この時点ではまだインターネット活用業務実施基準などを改正していないにもかかわらず、同年度のNHK予算にBS放送波のインターネット同時配信関連費用を計上し、国会にて承認していたことが後日判明したため、この計画は白紙になった。
また、BS放送ではメジャーリーグなどといったスポーツ中継を編成する機会も多く、仮にこれらの中継もインターネット配信の対象番組とした場合、インターネット配信のための権利処理が発生すると同時に放映元に高額の配信料に支出しなければならないという別の問題も生じるため、NHKとしてはBSのインターネット配信に消極的であると2023年10月に報じられた。
その後、2023年11月に行われた総務省の有識者会議において、プロスポーツや海外から放映権を購入した番組をインターネット配信するための権利費用が高額であることなどを理由として、BS放送の同時配信を一旦見送ることをNHK理事の根本拓也が正式に表明した。
なお、周知広報配信の目的でBSで放送されている一部の番組を「BSおすすめ配信」として、期間限定で配信している場合がある。

### ふたかぶせ
番組単位は2020年9月現在、著作権法上ではテレビ放送とネット同時配信が同じ扱いになっていない、または放送に付随したサービスとなっていないため、番組で使用する写真や映像、楽曲などをテレビ放送とは別に権利者の許可を取る必要があり、権利者の許諾を得られない場合は該当部分が見られないようにする「ふたかぶせ」が行われる。
例えば、ニュース番組では、映像単位でふたかぶせを行う（主に、スポーツニュースや国際ニュースの外部映像・権利映像でこうしたケースが発生している）。また、ニュース以外でも権利処理が難しい映像が流れた際、映像単位でのふたかぶせが行われる場合がある。
同時ネット配信・見逃し配信対象番組でも、権利処理が出来ないコンテンツが多い場合は急遽、番組を配信休止扱いのふたかぶせになる。
「FIFAワールドカップ」などの国際スポーツ中継、高校野球甲子園大会の中継、Jリーグ中継などの国内スポーツ中継、『みんなのうた』などの音楽番組の一部は同時ネット配信は行われても見逃し配信の対象外もしくは双方がふたかぶせ扱いで配信されない。かつては2024年シーズンまでにおける『NHKプロ野球』も該当していたが、競合サービスとの整合性を合わせるため、2025年シーズンから見逃し配信も解禁された。
毎月1回の緊急警報放送の試験信号放送は、放送同時配信は行われるが、見逃し配信の対象外である。
なお、権利関係で配信出来ない番組を放送中は、どーもくんなどが登場するフィラーアニメーションが流れるほか、ニュースなどで配信できない権利映像が流れる場合には、オレンジ色の静止画風の映像（画面中央に「この映像は配信しておりません」という文字が表示される）を流す。また、地上波が放送休止している時間帯には、ヒツジのフィラーアニメーションで「この時間は同時配信をおやすみしています」の表示を流す。

### 配信ビットレート
PC・スマホ・タブレット向けは最大1.5Mbps。テレビ一体型端末向けは最大6Mbps。これは参考値であり、通信回線の状況やサーバアクセス集中で変化がある。
屋外での利用も考慮され、スマートフォン向けアプリ、またブラウザ版ともに4段階の画質設定が存在する。スマートフォンブラウザではアプリに転送、インストールしてない場合はアプリをダウンロードするように表示される。

### 音声・字幕
音声2ch・字幕切り替え可能（ARIB規格字幕、ルビ文字、外字サポート）。なお、スマートフォン向け専用ソフトウェアでのバックグラウンド再生は出来ない。また、2021年7月以降、見逃し番組配信では再生速度調整機能を搭載するようになったほか、スマートフォン・タブレット端末向けアプリではピクチャインピクチャ機能も搭載された。
リアルタイム字幕放送は2023年12月まで同システムの仕様上、字幕が音声よりも遅れて表示されていたが、生字幕同期システムの開発並びに稼働開始により、2024年1月から一部のニュース番組において、音声とほぼ同じタイミングで字幕が表示されるようになった。

### サービス提供対象地域・対象機器
日本国内のPC・モバイル機器・テレビ一体型端末が対象となる。

#### PC
Webブラウザのうち、Internet Explorerについては開発元のマイクロソフトからMicrosoft Edgeなどの別製品を使用するよう推奨している事情を踏まえて、当サービスの対象外となっている。また、2022年5月23日からはMicrosoft EdgeとGoogle Chrome、Safariの最新版に限定され、Firefoxなどの前記推奨ブラウザ以外での利用は不可能となる予定が前もって公表された。実際には2022年6月中のある時点でシステム改修が行われた模様であり、2023年3月23日現在、Firefoxでの視聴はエラーメッセージが表示され視聴不可である。

#### モバイル機器
AndroidとiOSのスマートフォン・タブレット並びにAmazon Fireタブレットが対象となる。

#### テレビ一体型端末
2022年4月1日からAndroid TVやFire OSを搭載しているテレビ受信機と外付けデバイス向けに開始した。また、同年4月から6月は動作検証を目的とした「試行期間」として、ID登録や受信契約関係なく同サービスが利用できるようになっていた。その後、同年7月1日からログインが必要な正式版アプリがリリースされた。なお、テレビ一体型端末では見逃し配信サービスのみを提供する。

### 認証
NHKオンラインの専用ウェブページまたは公式アプリから利用申込みをし、申込み後すぐにサービスが提供される。その際にNHK受信料契約と照合されるため、受信契約が確認できない場合はアカウントが削除され、同時配信画面に契約確認をお願いするメッセージが挿入される他、見逃し番組配信サービスの利用が出来ない。なお、2022年度から一部番組に限り、本サービスの申し込みをしなくても視聴可能となっている。
2020年時点のテロップ
2022年6月27日からは、PCでのテロップが変更され、翌7月上旬にスマホ向けも変更された。
サービス開始から2022年2月13日申し込み分までは契約住所に届くハガキに記載されている確認コードを専用ウェブページに入力する必要があった。そのため、登録作業が複雑であることからIDの登録ページを訪れたうちの7割が登録前に手続きを断念してしまうことが指摘されていた。これらを受けて、2022年度からメールアドレスなど、一部の連絡先を入力すれば、同時配信サービスは本登録に近い状態で、見逃し配信サービスについてもメッセージ付きではあるが利用することが出来る「仮登録」を2022年度夏頃を目処に開始することを2021年8月に明らかにし、2022年7月14日から仮登録の受付を開始した。

## 反響および問題点

### 申込数
2020年3月1日の試験サービス開始時に利用申し込みが殺到したため、申し込みサイトを一時的に停止するトラブルがあったが、3月5日に10万人超の申し込みがあったことを発表。3月18日には20万件以上の申し込みがあり、既にサーバーの増設も行ったことを明らかにした。
NHK会長の前田晃伸は2020年4月2日の定例会見で1ヵ月の試行期間内に速報値で約33万件の利用登録申し込みがあったことを明らかにした。同年7月末時点では約84万件となっている。同年9月26日に累計で100万件を突破したと発表。2021年2月時点で122万件になっていることを明らかにしている。
2021年に行われた東京オリンピックでは開会式が行われた週とその翌週において、本サービスを経由してNHKの番組を視聴した利用者が4月から6月の平均に比べて、3倍近い増加となった。また、本サービスの利用申請が8月だけで前々月（6月）より30万件増の約218万件であったことが大会終了後にそれぞれ発表された。
2024年6月末時点で、ID登録数は535.2万件、視聴ユニークブラウザ数は222.1万件となっている。

### 民放における同時配信サービス
民間放送では、2015年から独立放送局（独立局）の東京メトロポリタンテレビジョン（TOKYO MX）がリクルートホールディングスと共同で動画配信サービス「エムキャス」を立ち上げ、同局で放送している一部番組をインターネットでも同時配信するサービスを開始した。また、在京民放キー局5社も共同の動画配信サービス「TVer」を同年に立ち上げ、系列局（地方局）および一部の独立局やNHK制作を含む番組の見逃し配信を実施している。しかし、在京民放キー局各社は同時配信について、採算上の問題や系列局への配慮から慎重の立場を取っていた。
その後、民放でも本サービスに追随する形で、放送同時配信の開始に向けて調整を進めていることが2020年2月に報じられた。それに先駆けて、同年1月に在京民放5社が夕方に放送している番組のネット同時配信に関する技術実証をTVerにて行った。
日本テレビは2020年10月3日19時から12月30日21時まで、「日テレ系ライブ配信」（現・日テレ系リアルタイム配信）のサービス名でTVerにおいて、トライアル配信を行い、2021年10月2日19時から同サービスの正式配信を開始した。また、日本テレビ以外の在京民放キー局各社でも2022年4月に同様の同時配信サービスを開始することが明らかになっている。また、在阪テレビ局である毎日放送でも開始時期は未定であるが、同時配信サービスの準備を行っていることを明らかにしている。

なお、毎日放送以外の準キー局を始めとする系列局並びにTOKYO MXを除く独立局は2022年2月時点で方針を明らかにしていない。

### 対応ブラウザが限定される問題
NHKプラスは、日本放送協会が運営する公共的な放送サービスである。放送事業法の趣旨からいって、国民に対してあまねく公平にサービスを提供するという責任を負っている。しかしながら、対応ブラウザを限定する仕方には国内外から批判の声が出ている。たとえば、Firefoxブラウザについて言えば、2022年5月以前は非公式ながら対応可能であったにもかかわらず、翌6月以降はシステムの改修によって強制的に排除されてしまった。FirefoxはWindows OSでは主要なブラウザではないが、オープンソースであるLinux ディストリビューションにあっては事実上のデフォルトブラウザである。オープンソースで開発されている有力ブラウザを排除するやり方には問題がある。

## 沿革
- 2020年（令和2年）
  - 1月14日 - 総務省から正式に認可される[113]。
  - 1月15日 - NHKプラス発表[1][2]。
  - 3月1日 - 施行的に試験配信開始[1][2]。
  - 4月1日 - 本配信開始[1][2][7]。
- 2021年（令和3年）3月3日 - 地方放送局の配信サービス「ご当地プラス」（札幌・仙台・名古屋・大阪・広島・松山・福岡）での見逃し配信が開始[40][45]。
- 2022年（令和4年）
  - 2月14日 - ハガキによる確認コードの入力を終了[89]。
  - 4月1日 - テレビ向けアプリのサービスをログイン不要な「動作検証」として開始[114]。
  - 6月27日 - PCでの同時配信画面のテロップを変更。
  - 7月1日 - テレビ向けの正式版アプリがリリースされ、ログインが必要となった[115]。
  - 7月14日 - 仮登録の受付を開始[116]。
- 2023年（令和5年）
  - 6月5日 - 全国すべての18時台のローカルニュース番組を配信開始[117]。
  - 10月2日 - ログインしていない状態でも冒頭1分間を視聴できるトライアル視聴機能を追加[118]。
- 2025年（令和7年）10月1日 - NHKプラスの後継アプリを含むインターネットのワンストップサービス「NHK ONE」がスタート予定[119]。

## その他

### NHKオンデマンドとの兼ね合いについて
NHKでは既にインターネット向けのビデオ・オン・デマンドサービスとして、2008年から「NHKオンデマンド」（NOD）を運営しているが、2021年5月の時点で両サービスを一本化したり、連携する動きはない。これについて、NHKのオンデマンド業務室や広報局は読売新聞の取材に対し、NODは放送の付帯サービスで提供していないため、受信料とは別会計となっており、配信番組の制作や出演者などへの権利許諾、設備などの費用を放送とは別に処理する必要があるため、利用者負担として有料提供している。また、NODの会計には累積繰越欠損金が2020年中間決算時点で58億円が残っているため、赤字の解消も問題点として挙がっており、サービスの統合については一旦見送られている状態であると回答している。
なお、NODではNHKプラスの開始に併せて、見逃し配信と過去番組の料金プランを統合したり、報道番組などの一部番組の見逃し配信を終了させ、NHKプラスに移行している。

### NHK受信契約・受信料について
NHKプラスはあくまでもテレビ放送の補完サービスであり、NHK受信料については既に受信契約者であれば、放送とは別に新たに追加費用を請求されることはない。本当にテレビ放送が受信できる環境が全く無い場合は契約のしようが無いため、単身赴任や学生などで、同一生計の自宅に受信契約がある場合は、自宅のIDでNHKプラスを利用することになる。
2020年6月16日に行われたNTTドコモの株主総会で、株主からNHK受信料に対して会社の見解を問われた際に、同社副社長の丸山誠治は「受信料の徴収は具体的な制度が制御されていないため、PCやスマートフォンを持っているだけで、受信料の支払い義務が生じるかは現時点では不明」と回答している。
2020年6月に、総務省の有識者会議では、若年層のテレビ離れを踏まえて、テレビ受像機を持たずインターネット経由でNHKの番組を視聴している世帯に対して、受信料徴収を含めたNHK受信料の制度改正を検討している。
総務大臣の武田良太は2021年8月27日に行われた定例会見において、2022年春を目処にNHKと受信契約を結んでいない数千人を対象にNHK番組のインターネット配信を行う社会実験をするよう、NHKに要請する方針であることを明らかにした。テレビを保有していない世帯から受信料を徴収する可能性についてはこの時点では考えていないとしている。また、NHK会長の前田晃伸も2021年10月7日に行われた定例会見において、同様の発表をしている。
2024年5月17日、改正放送法が成立し、NHKに対してインターネット業務が義務付けられた。これにより、同改正法の施行後はテレビ受像機を所有していなくてもパソコンやスマートフォンでNHKプラスのアプリで登録した上でNHKの番組を視聴する場合は受信契約の締結並びに受信料の負担が発生することになる。2024年現在、NHKプラスでは地上波の番組を対象に同時・見逃し配信を行っていることを踏まえて、受信料は地上契約と同額の徴収を想定している。なお、NHKはパソコンやスマートフォンを保有しているだけで受信契約の締結並びに受信料の負担を求めることは無いとしている。
2025年6月18日、NHKは新しいインターネットサービスの名称が「NHK ONE」に決定したことを発表した。